# Aleksiejewskij (rejon gorkowski)
Aleksiejewskij (ros. Алексеевский) – osiedle w Rosji, w obwodzie omskim, w rejonie gorkowskim. W 2010 liczyło 1219 mieszkańców.